# جوسيه دومينغيز
جوسيه مانويل مارتينز دومينغيز (بالبرتغالية: José Manuel Martins Dominguez‏) الشهير باسم جوسيه دومينغيز (مواليد 16 فبراير 1974) هو لاعب كرة قدم برتغالي متقاعد كان يجيد اللعب في مركز الجناح ومدرب حاليا.
لاعب ضئيل ذو مهارات فنية وسرعة أعلى من المتوسط. بدأ يلعب كرة القدم المحترفة ليس في بلده بل في إنجلترا مع برمنغهام سيتي. بعد عامين مع سبورتينغ لشبونة عاد إلى إنجلترا لمدة ثلاث سنوات مع توتنهام هوتسبير ثم قضى ثلاثة مواسم مع كايزرسلاوترن الألماني وقضى فترات قصيرة في قطر والبرازيل.
دومينجيز هو أحد أقصر اللاعبين الذين لعبوا في الدوري الإنجليزي الممتاز.

## المسيرة الرياضية مع الأندية

### النشأة / سبورتينغ لشبونة
من مواليد لشبونة. قضى دومينغيز فترة تجربة قصيرة في فريق شباب بنفيكا ثم لعب لمدة عام مع هواة سينترينزي أيضا في المنطقة. بعد بضعة أشهر من اللعب مع خاض تجربته الاحترافية الأولى بالانضمام إلى برمنغهام سيتي في دوري الدرجة الثانية في مارس 1994 الذي شهد هبوطه إلى الدرجة الأدنى.
بعد رحيل لويس فيغو إلى برشلونة اختار سبورتينغ لشبونة دومينغيز كبديل له ولعب موسمين في النادي من دون تحقيق أي بطولة.

### توتنهام هوتسبير
أعاد توتنهام هوتسبير الذي يدربه جيري فرانسيس دومينغيز إلى إنجلترا في أغسطس 1997 مقابل 1.6 مليون جنيه إسترليني. ظهر لأول مرة في الدوري الإنجليزي الممتاز ضد ديربي كاونتي في نهاية ذلك الشهر وحصل على ركلة جزاء بعد أن دخل كبديل في الشوط الثاني. ومع ذلك على الرغم من وجوده في وايت هارت لين لأكثر من ثلاث سنوات فقد كان ظهوره مع الفريق الأول محدودا فقد بدأ بشكل منتظم تحت قيادة فرانسيس ولكنه كان أكثر انتظاما بالجلوس على مقاعد البدلاء خلال فترة المدرب كريستيان غروس.
فاز دومينغيز بكأس الدوري 1998-99 مع توتنهام كبديل غير مستخدم في المباراة النهائية لكنه تراجع عن الملاعب خلال الموسم التالي في ظل المدرب جورج غراهام الذي حوله إلى الفريق الرديف. لعب فقط في مباراتين بالدوري للفريق الأول كلاهما كبديل.

### لاحقا
وقع دومينغيز مع كايزرسلاوترن في نوفمبر 2000 مقابل 250،000 جنيه استرليني. سجل في المباراة الثانية له التي خسرها 2-4 من باير 04 ليفركوزن لكن أدائه كان أيضا غير منتظم. في موسمه الأخير سجل هدف واحد في 26 مباراة لكن النادي أنهى الموسم باحتلال مركز يسبق مراكز الهبوط مباشرة.
بعد فترة وجيزة في قطر مع الأهلي انتقل دومينغيز في عام 2005 إلى فاسكو دا غاما. لعدم قدرته على الحصول على رخصة لعب من اتحاد البرتغال لكرة القدم فقد قرر الاعتزال رسميا في أغسطس عندما كان يبلغ من العمر 31 عاما.
قضى دومينجيز سنتين في تدريب شباب يو دي ليريا. في 14 مارس 2012 أصبح رابع مدرب للفريق الأول في الموسم ليحل محل مانويل كاجودا. في موسم 2012-13 عمل مع سبورتينغ لشبونة ب في الدرجة الثانية.
في أواخر ديسمبر 2013 تم تعيين دومينغيز في ريال كارتاخينا في كولومبيا كجزء من اتفاق بين هذا النادي وسبورتينغ لشبونة. في 24 مارس 2015 تم تعيينه مدرب لريكرياتيفو ليحل مكان خوان مانويل بافون.

## المسيرة الرياضية مع المنتخب
أثناء وجوده في سبورتنغ لشبونة لعب دومينغيز ثلاث مباريات دولية مع البرتغال. في دور أكثر أهمية ساعد المنتخب الأولمبي احتلال المركز الرابع في دورة الألعاب الأولمبية الصيفية 1996 في أتلانتا. ضم هذا المنتخب شمل هذا الفريق أيضًا أربعة خريجين رياضيين آخرين - وهم لويس أندرادي وداني وإميليو بيكسي وهوغو بورفيريو.